# David Castro (actor)
David Castro (Long Island, Nueva York; 7 de febrero de 1996) es un actor estadounidense. Es conocido por su papel en la película de 2007 Where God Left His Shoes como Justin Diaz, el hijo de Frank Diaz (John Leguizamo) y Angela Diaz (Leonor Varela), y Raphael Santiago en la serie Shadowhunters.

## Vida personal
Castro nació y reside actualmente en Long Island, Nueva York, hijo de un padre puertorriqueño, Albee Castro, y Kathleen, una madre estadounidense de ascendencia italiana. Tiene tres hermanas mayores y un hermano mayor.

## Carrera
Castro hizo su debut como actor en la película de 2004 Palindromes. Más tarde apareció en las películas independientes de, A Guide to Recognizing Your Saints y Little Fugitive, junto a su hermana Raquel. En 2007, apareció en la película independiente, Tracks of Color y en la película Where God Left His Shoes.
Tuvo un papel en la película de 27 Dresses, protagonizada por Katherine Heigl y la película de 2009 The Ministers, protagonizada por John Leguizamo. Recientemente actuó en Foreged con Many Perez dirigida por William Wedig y actualmente interpreta a Raphael Santiago en Shadowhunters.

## Filmografía
| Año  | Título                             | Rol                      | Notas |
| ---- | ---------------------------------- | ------------------------ | ----- |
| 2004 | Palindromes                        | Carlito                  |       |
| 2006 | A Guide to Recognizing Your Saints | Reaper's Little Brother  |       |
| 2006 | Bella                              | David                    |       |
| 2006 | Little Fugitive                    | Joey                     |       |
| 2007 | Arranged                           | Eddie                    |       |
| 2007 | Where God Left His Shoes           | Justin Diaz              |       |
| 2007 | Tracks of Color                    | Luis Martinez            |       |
| 2008 | 27 Dresses                         | Pedro                    |       |
| 2009 | The Ministers                      | Dante/Perfecto (10 años) |       |
| 2010 | Forged                             | Machito                  |       |
| 2011 | Fugly!                             | Kid Ray                  |       |
| 2012 | Tio Papi                           | Manny                    |       |
| 2019 | Ruta Madre                         | Daniel                   |       |

| Año  | Título            | Rol              | Notas                                                                 |
| ---- | ----------------- | ---------------- | --------------------------------------------------------------------- |
| 2011 | Are We There Yet? | Frankie DeCosmo  | Episodios: "The Test Taker Episode", "The Lindsey Goes Vegan Episode" |
| 2016 | Shadowhunters     | Raphael Santiago | Papel recurrente, 20 episodes                                         |
| 2016 | Blue Bloods       | Louis Edwards    | Episodio: "The Greater Good"                                          |

## Premios y nominaciones
| Año  | Premiación   | Premio                | Rol                      | Resultado | Refs  |
| ---- | ------------ | --------------------- | ------------------------ | --------- | ----- |
| 2008 | Imagen Award | Best Supporting Actor | Where God Left His Shoes | Nom       | [ 4 ] |